# Ricketts (Iowa)
Ricketts – miasto w Stanach Zjednoczonych, w stanie Iowa, w hrabstwie Crawford. W 2000 roku liczyło 144 mieszkańców.